# Quitman (Mississippi)
Quitman è una città (city) degli Stati Uniti d'America, capoluogo della contea di Clarke, nello Stato del Mississippi.